# Пор-Бажин
50°36′54″ пн. ш. 97°23′05″ сх. д. / 50.615° пн. ш. 97.384722222222° сх. д.
Пор-Бажин (рос. Пор-Бажын, тув. Пор-Бажың) — зруйнована споруда на озерному острові високо в горах південної Туви (Російська Федерація). 
Назва походить від тувинського «глиняний будинок». 
Розкопки показують, що він був побудований як уйгурський палац у VIII столітті по Р. Х., незабаром перетворений на маніхейський монастир, покинутий після короткої окупації та остаточно зруйнований землетрусом і наступною пожежею. 
Спосіб його будівництва показує, що Пор-Бажин був побудований за часів династії Тан у китайській архітектурній традиції.

## Розташування та опис
Пор-Бажин займає невеликий острів в озері Тере-Холь, приблизно 1300 м над рівнем моря в горах Сенгелен на півдні Сибіру. 
Пам'ятка знаходиться за 8 км на захід від села Кунгуртук на південному сході Республіки Тива (Російська Федерація), неподалік від російського кордону з Монголією.
Стіни пам'ятки охоплюють прямокутну ділянку розміром 215 м × 162 м, орієнтовану зі сходу на захід і покриваючи майже весь острів. 
Інтер'єр займають два великих двори, центральний комплекс будівель і ланцюг малих дворів уздовж північної, західної та південної стін. 
Відносно добре збереглися західна та східна куртини. 
Головна брама з надбрамними вежами та пандусами, що ведуть до них, розташована посередині східної стіни. 
Навісні (зовнішні) стіни збереглися до максимальної висоти 10 м, максимальна збережена висота внутрішніх стін становить 1–1,5 м. 

## Історія досліджень та ідентифікація

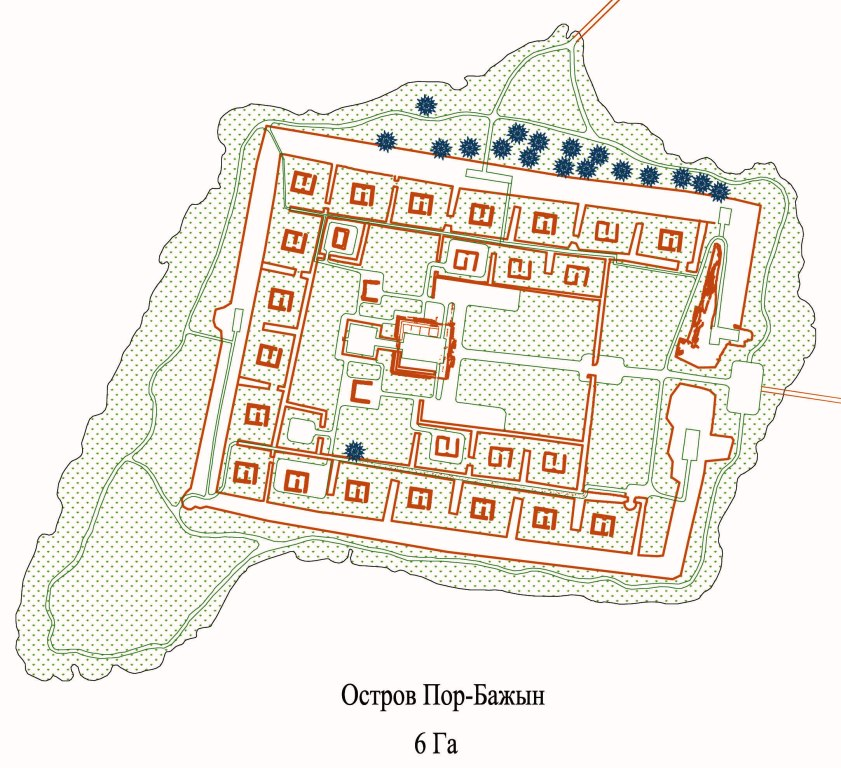
План Вайнштейна (оновлено 2007 р. для Фонду фортеці Пор-Баїн)

Пор-Бажин відомий з XVIII століття, вперше досліджений в 1891 році. 
В 1957–1963 роках російський археолог Севян Ізраїльович Вайнштейн провів розкопки на кількох ділянках городища. 
 
Широкомасштабні польові дослідження були проведені у 2007–2008 роках Фондом «Фортеця Пор-Бажин» за участю вчених і науковців Російської академії наук, Державного музею Сходу та Московського державного університету. 

З кінця XIX століття Пор-Бажин пов'язують з уйгурами через його розташування, дату знахідок з нього та схожість його планування з палацовим комплексом Хара-Балгас, столиці Уйгурського каганату. 
Вайнштейн визначив Пор-Бажин як «палац .. біля криниці», збудований, згідно з рунічним написом на камені Селенга, каганом Моянчуром (також відомим як Баянчур-хан, 747-759 рр. по Р.Х.) після його перемоги над місцевими племенами в 750 р. по Р.Х.) 

Моянчур втягнув Уйгурський каганат у внутрішню боротьбу за владу в Китаї та одружився з китайською принцесою.

Інші ознаки цього місця містили прикордонну фортецю, монастир, ритуальне місце та астрономічну обсерваторію; їх можна знайти в старішій літературі, опублікованій до завершення сучасних польових досліджень у 2008 році.

### Результати польових робіт 2007 — 2008 рр
Геофізики виявили, що острів, по суті, є пробкою багаторічної мерзлоти в неглибокому озері. 
Цей острів ніби піднявся з озера за кілька століть до того, як на ньому була побудована фортеця. 
Глина для стін фортеці, можливо, була взята з дна озера навколо острова. 

Геоморфологічні польові дослідження також виявили сліди щонайменше двох землетрусів. 
Перший з них, ймовірно, стався вже під час будівництва фортеці у VIII столітті. 
У пізньому середньовіччі ще один катастрофічний землетрус призвів до пожеж і обвалу південної та східної огороджувальних стін і північно-західного кутового бастіону. 

Зовнішня стіна муру була побудована за китайською технікою хангту (шари утрамбованої землі в дерев’яному каркасі) і спочатку була висотою 11 м. 

Розкопки північного бастіону на східній стіні виявили сліди дерев’яної бойової платформи, що проходила вздовж верхньої частини куртини та бастіонів. 
Було виявлено, що головні ворота мали три брами з важкої дерев’яної конструкції, більша частина якої згоріла. 
Вони відкривалися у два послідовних двори, що з’єднували невеликі ворота. 
Зовнішній двір був позбавлений будь-яких споруд.
Внутрішнє подвір'я містило головний комплекс, що складався з двочастинної центральної споруди та двох фланкуючих галерей. 
Два корпуси центральної споруди, один за одним, стояли на квадратних платформах, що були збудовані з шарів глини та облицьовані цеглою, вкритою вапняним тинькуванням. 
Більша будівля була розділена плетеними панелями на два зали та низку менших кімнат. 
Стіни та панелі було покрито вапняним тинькуванням, що було розписано геометричними малюнками та горизонтальними червоними смугами; наявність двох шарів тинькування різної якості говорить про ремонт. 
Черепичний дах підтримували 36 дерев'яних колон, що спиралися на кам'яні підмурівки. 
Будівля мала характерну для китайської архітектури Тан балкову конструкцію — доу-ґун. 

Декоративні кінцеві плитки карнизів, знайдені на цьому місці, загалом аналогічні тим, що були знайдені в подібних спорудах династії Тан, проте останні дослідження показують, що вони є частиною характерної уйгурської стилістичної типології. 

Вздовж північної, західної та південної куртин тягнулася низка невеликих замкнутих дворів; 
ці двори були з'єднані один з одним невеликими воротами в стінах. 
Кожен двір містив одно- або двокамерну будівлю однакового планування та способу забудови.

### Датування та інтерпретація пам'ятки
Ранні дослідження дендрохронології та радіовуглецевого датування показали, що «фортеця» була побудована в 770 — 790 рр. по Р.Х.. 
 
Розкопування вказують, що пам'ятка була споруджена за часів правління Богу Кагана, наступника Моянчура, тому Пор-Бажин не міг бути палацом, згаданим у Селенгійському написі. 
Пізніше дату будівництва палацу було уточнено приблизно до 777 р по Р.Х. 
.
Присутність або вплив Китаю в Пор-Бажині демонструє планування центрального комплексу в стилі Тан; 
використання китайських методів будівництва, таких як техніка землебиту і стелі доу-ґун; і присутність китайських будівельних матеріалів, таких як певні види черепиці. 
Пор-Бажин поєднує планування китайського «ідеального міста» з осьовим плануванням і домінуючою центральною будівлею з плануванням «ідеального буддійського монастиря» з житловими приміщеннями по внутрішньому периметру огороджувальних стін.
Використовуючи останнє оновлення палацу, побудованого в 777 році, дослідники припускають, що це був літній палац, побудований каганом Богу, що після пошкодження палацу землетрусом і переходу кагана в маніхейство був перетворений на маніхейський монастир. 
Після його смерті в 780 році та згодом скасування маніхейства монастир був покинутий. 
Пізніше порожня ділянка була зруйнована одним або декількома землетрусами та масштабними пожежами в центральному комплексі та інших місцях на території.